# 公社制
公社民主制，也稱公社制，是民主政治制度的一種。經濟和社會事務的管理由全體公社社員共同管理，領導人的擔任是由社員在選舉中所產生。公社民主制實行於原始社會和無產階級民主國家。

## 實行現代公社制政權
- 法国巴黎公社（已消失）
- 蘇維埃社會主義共和國聯盟各加盟共和國的蘇維埃（已消失）
- 中华人民共和国的人民公社（被近乎廢除）
- 古巴（未確定）
- 朝鮮民主主義人民共和國（未確定）
- 越南社會主義共和國（未確定）